# Dim Sum

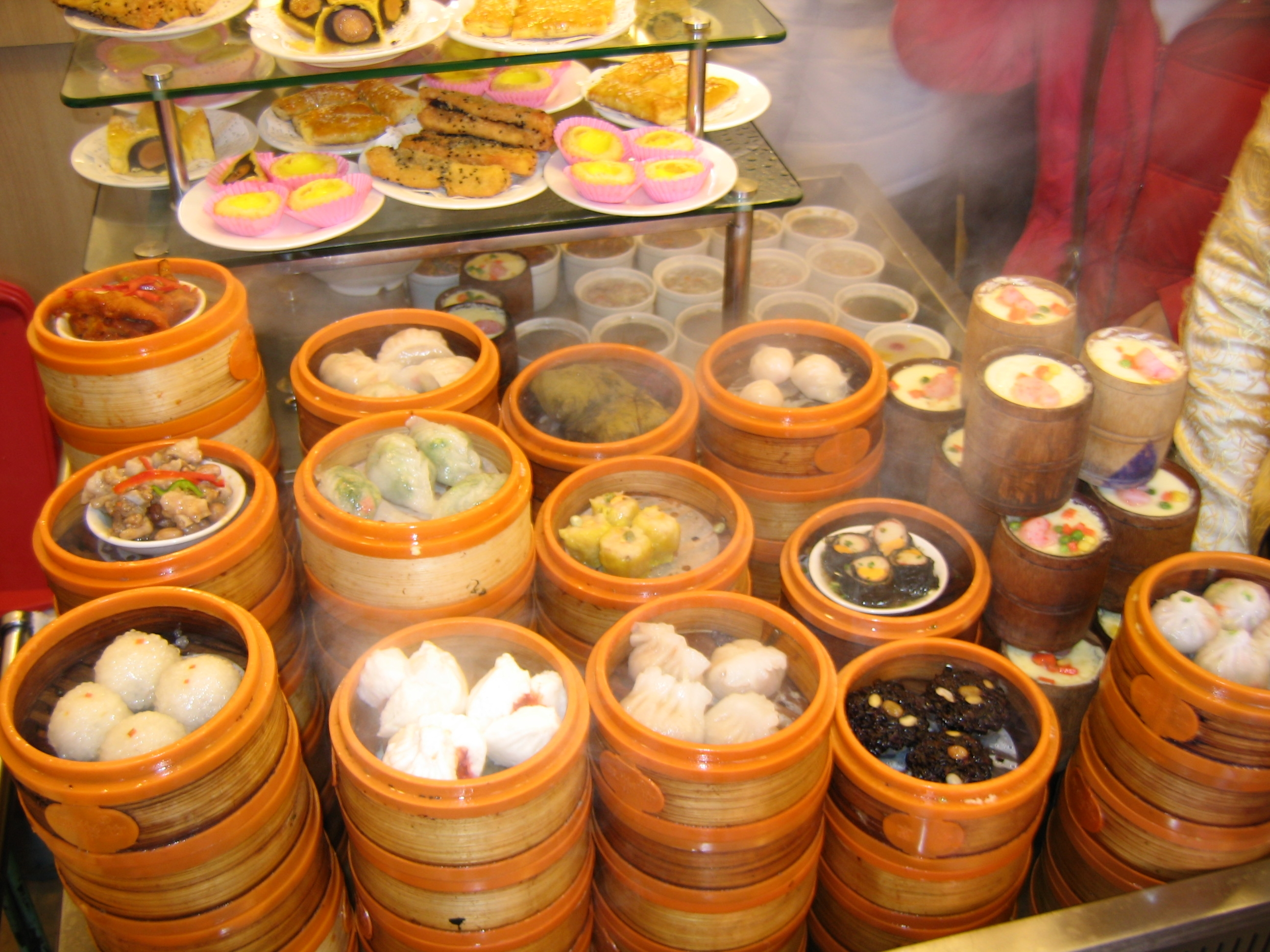
Verschiedene Dim Sum – Shanghai

Dim Sum, auch Dimsum (chinesisch 點心 / 点心, Pinyin diǎnxīnⓘ, Jyutping dim2sam1, Yale dímsāmanhören (kantonesisch)ⓘ – „das Herz berühren“) sind traditionelle Spezialitäten der chinesischen Küche und eine in China sehr verbreitete Speise. Dimsum sind kleine Gerichte, die meist gedämpft oder frittiert zum Frühstück bzw. Mittagessen serviert werden. In bestimmten Lokalen gibt es diese kleinen Gerichte auch zum Nachmittagstee oder selten auch als Mitternachtsimbiss.

## Bezeichnung und Aussprache
Die allgemeine chinesische Bezeichnung Dim Sum wird für alle möglichen Arten von traditionellen Zwischenmahlzeiten und Snacks verwendet und kann auch mit Imbiss übersetzt werden. Hingegen meint man im Westen mit dem Begriff „Dimsum“ gewöhnlich meist das „Dimsum nach kantonesischer Art“, das eine Variante der verschiedenen regionalen chinesischen „Dimsum-Spezialitäten“ der unterschiedlichen Regionalküchen Chinas darstellt. Wörtlich übersetzt heißt „Dim Sum“ etwa „das Herz berühren“ – im Sinne von „Kleine Leckerbissen, die das Herz berühren“. Die in Europa allgemein übliche Schreibweise dim sum gibt die kantonesische Aussprache unter Verwendung englischer Schreibkonventionen wieder.

## Einteilung
Allgemein können Dimsum-Gerichte nach deren Zutaten in beispielsweise Fleisch-, Meeresfrüchte-, Gemüse- und Reis-Gerichte unterschieden werden. Alternativ unterteilt man sie auch nach deren Verarbeitungsart in beispielsweise:
- Hefekloß (Baozi) – mit oder ohne Füllung[3],
- Reismehlkuchen, kurz Reiskuchen – gebackene, gedämpfte Mehlspeise aus Reis[4],
- „Rolle“ – in dünner Teighaut o. Ä. eingerollte Speise[5][6],
- Teigtasche[7][8]

Die „Dimsum-Gerichte nach kantonesischer Art“ bestehen zum Großteil aus verschiedenen Teigtaschen.

## Herkunft und Zubereitung
Viele der in Europa und den Vereinigten Staaten angebotenen Dimsum-Gerichte stammen ursprünglich aus der kantonesischen Küche Chinas, die durch Chinesen in Übersee als kulinarische Kultur ins Ausland exportierten. Zum Teil stammen die Häppchen aus traditionellen chinesischen Teehäusern. Man findet sie in unzähligen Variationen und allen Preisklassen vor allem im Süden und Osten Chinas. Diese Alltagskultur des Teegenusses mit Verzehr von Dim-Sum-Gerichten meist in Familien- und Freundeskreisen in den typischen chinesischen Restaurants – früher traditionelle Teehäuser – ist insbesondere in der chinesischen Diaspora in westlichen Ländern durch kantonesische Auslandschinesen bekannt. Im kantonesischen Sprachraum – inzwischen insbesondere auch im angelsächsischen Sprachraum – ist sie auch als Yum-Cha-Kultur bekannt. Von den vielen verschiedenen bekannten regionalen Dimsum-Kulturen Chinas gehört die kantonesische Dimsum-Kultur zu den bekanntesten.

Dim Sum im Alltag
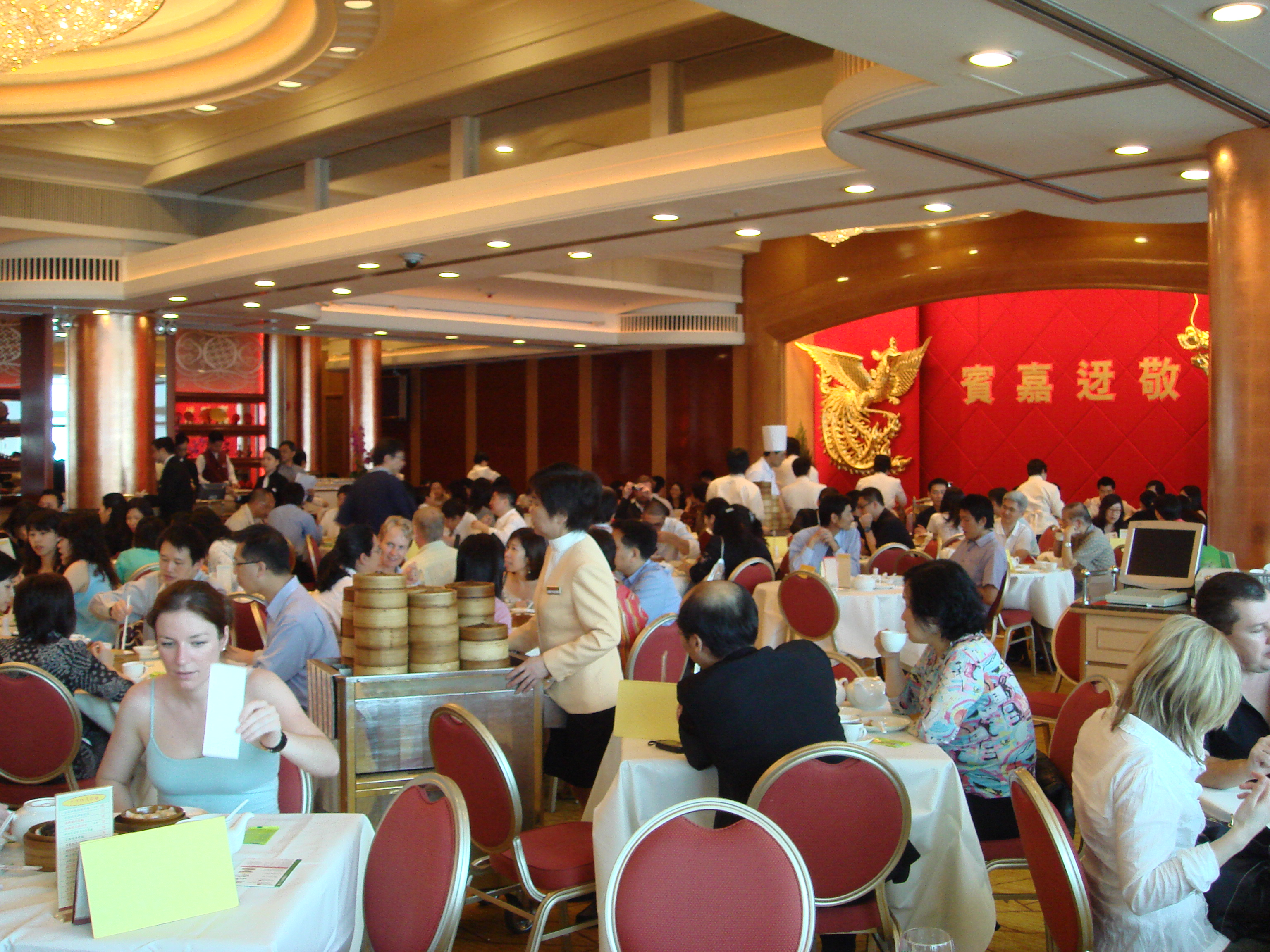
Hongkonger Yum-Cha-Kultur
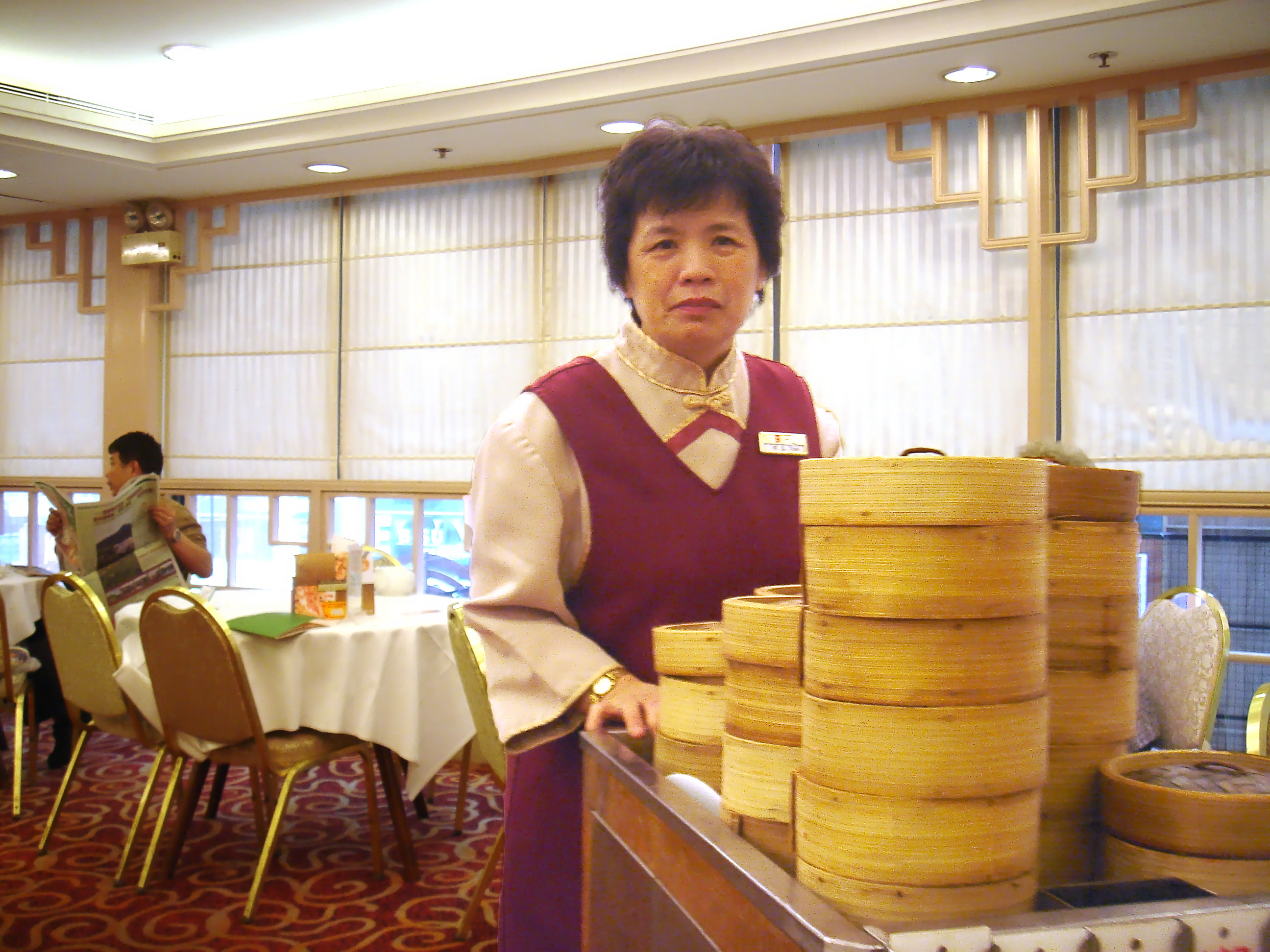
Dimsum-Wagen, Hongkong
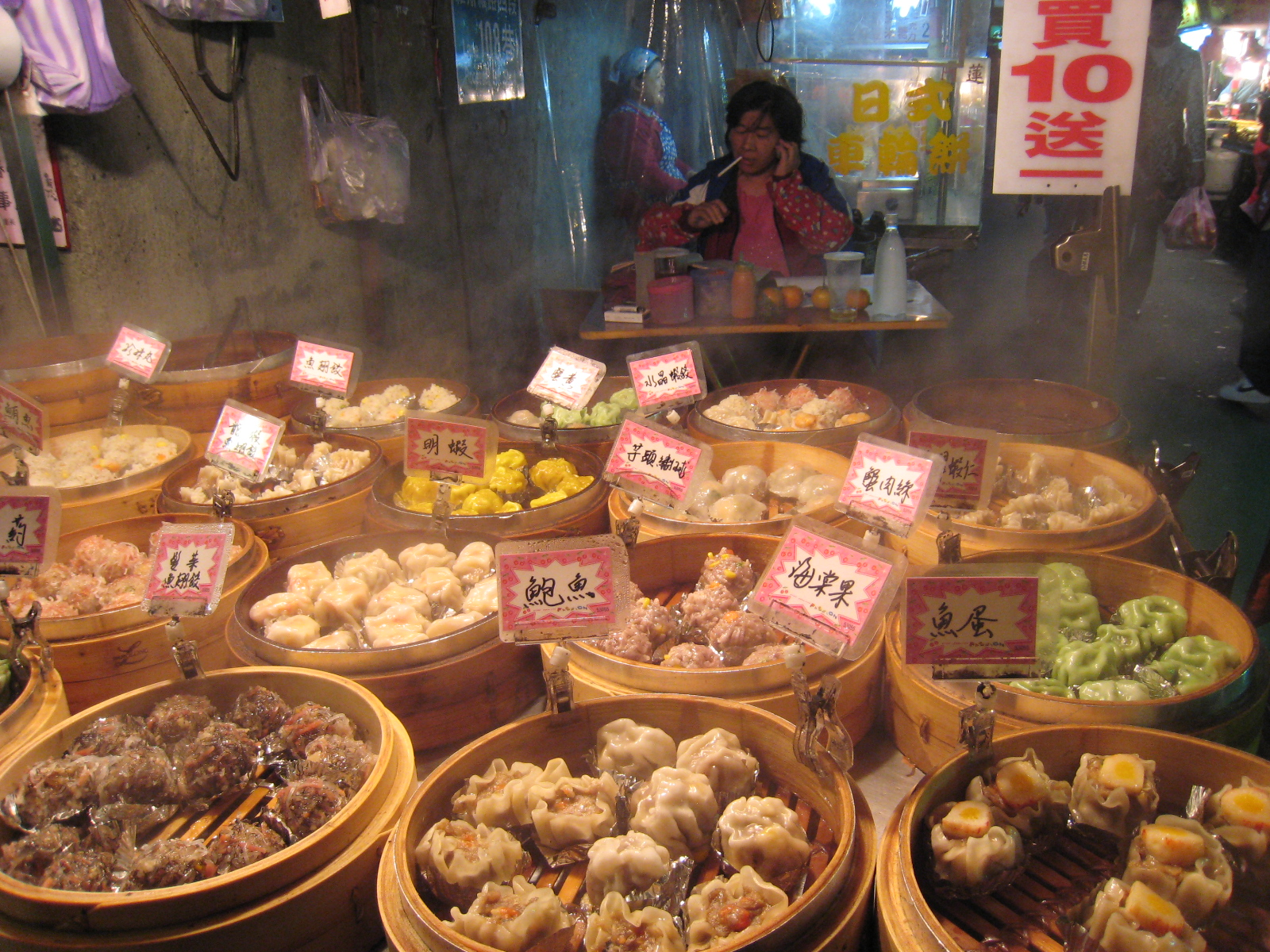
Straßenimbiss – Gongguan-Nachtmarkt, Taipeh
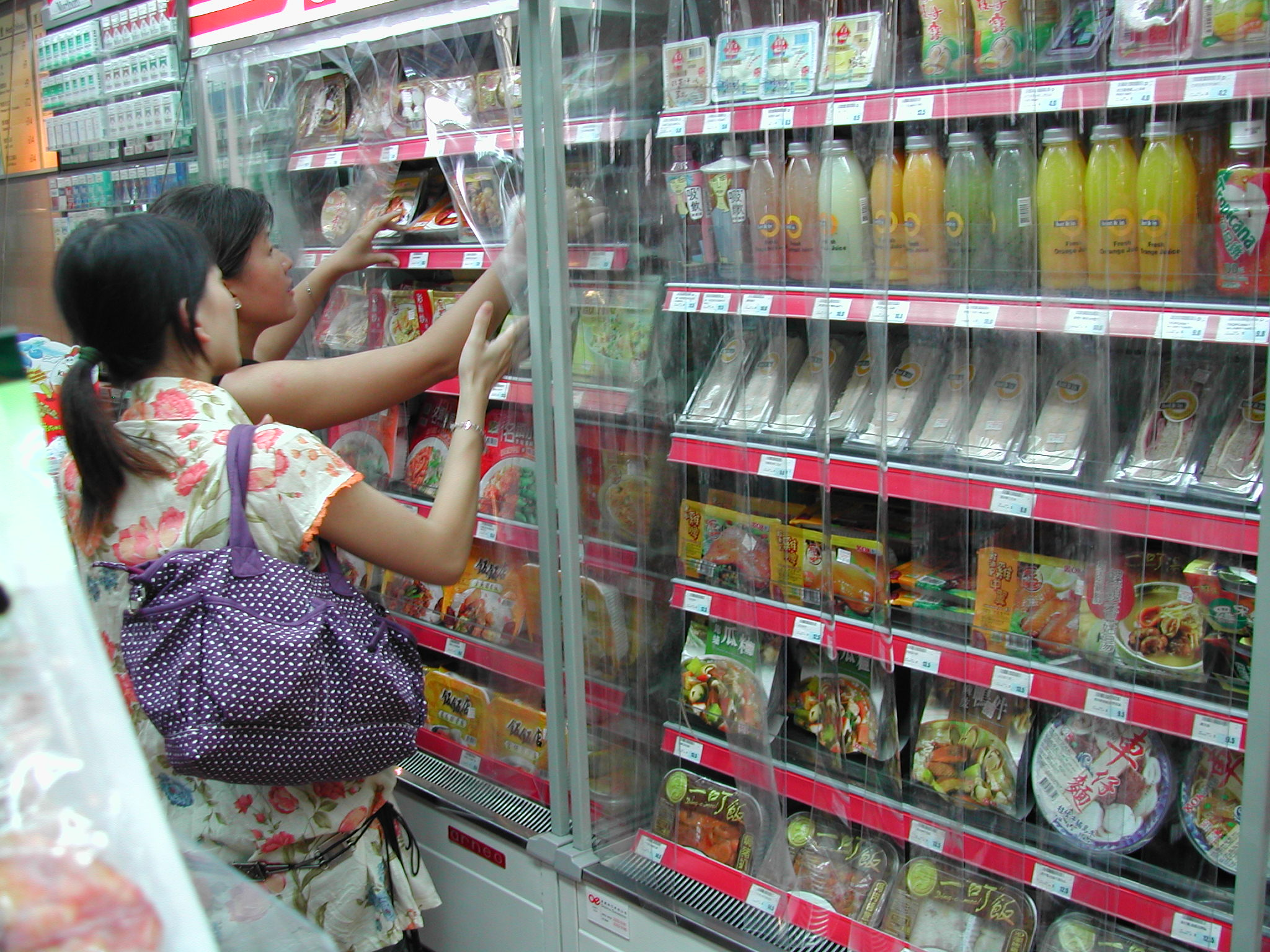
„Fertig-Dimsum“ – Convenience Food
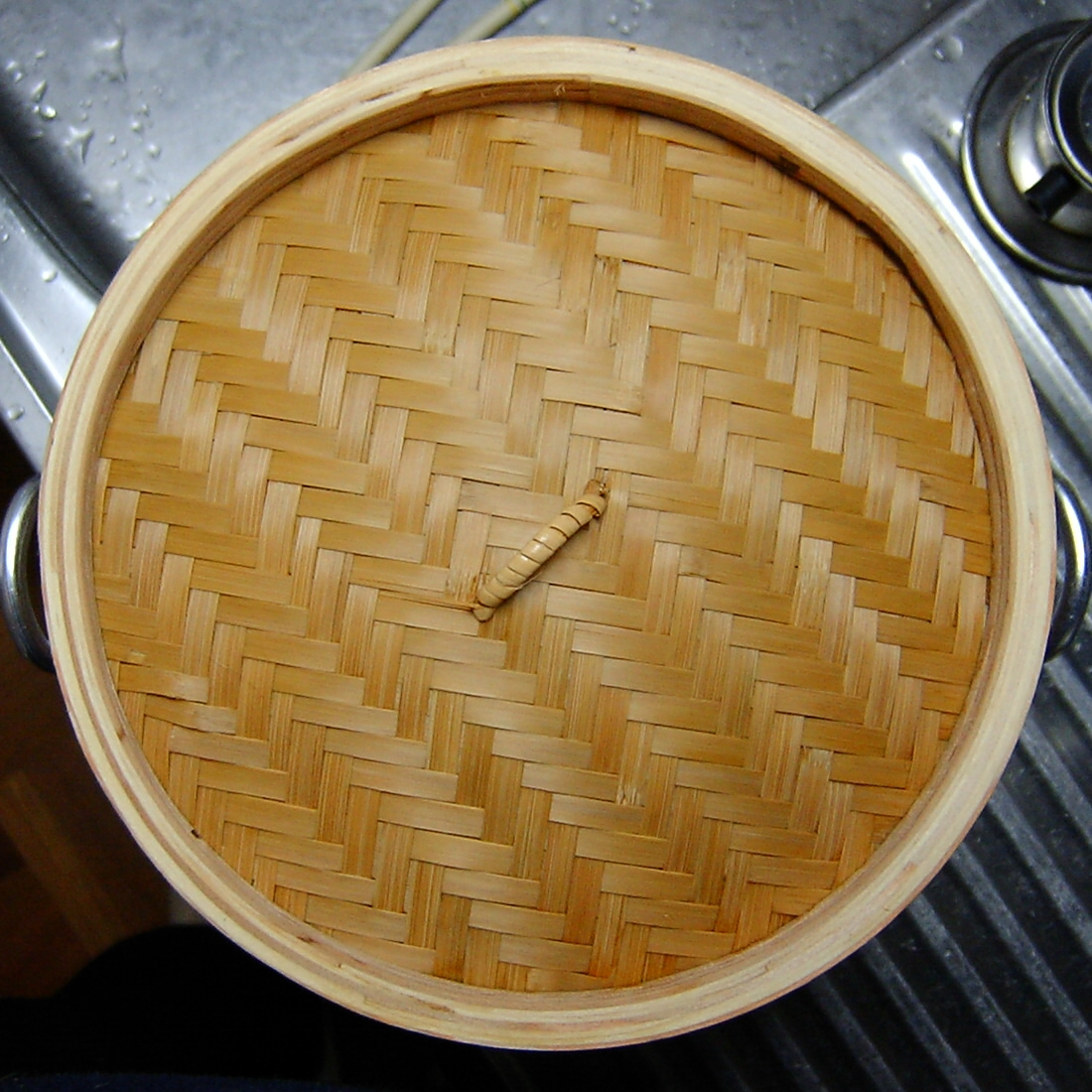
Bambuskörbe zum Dampfgaren
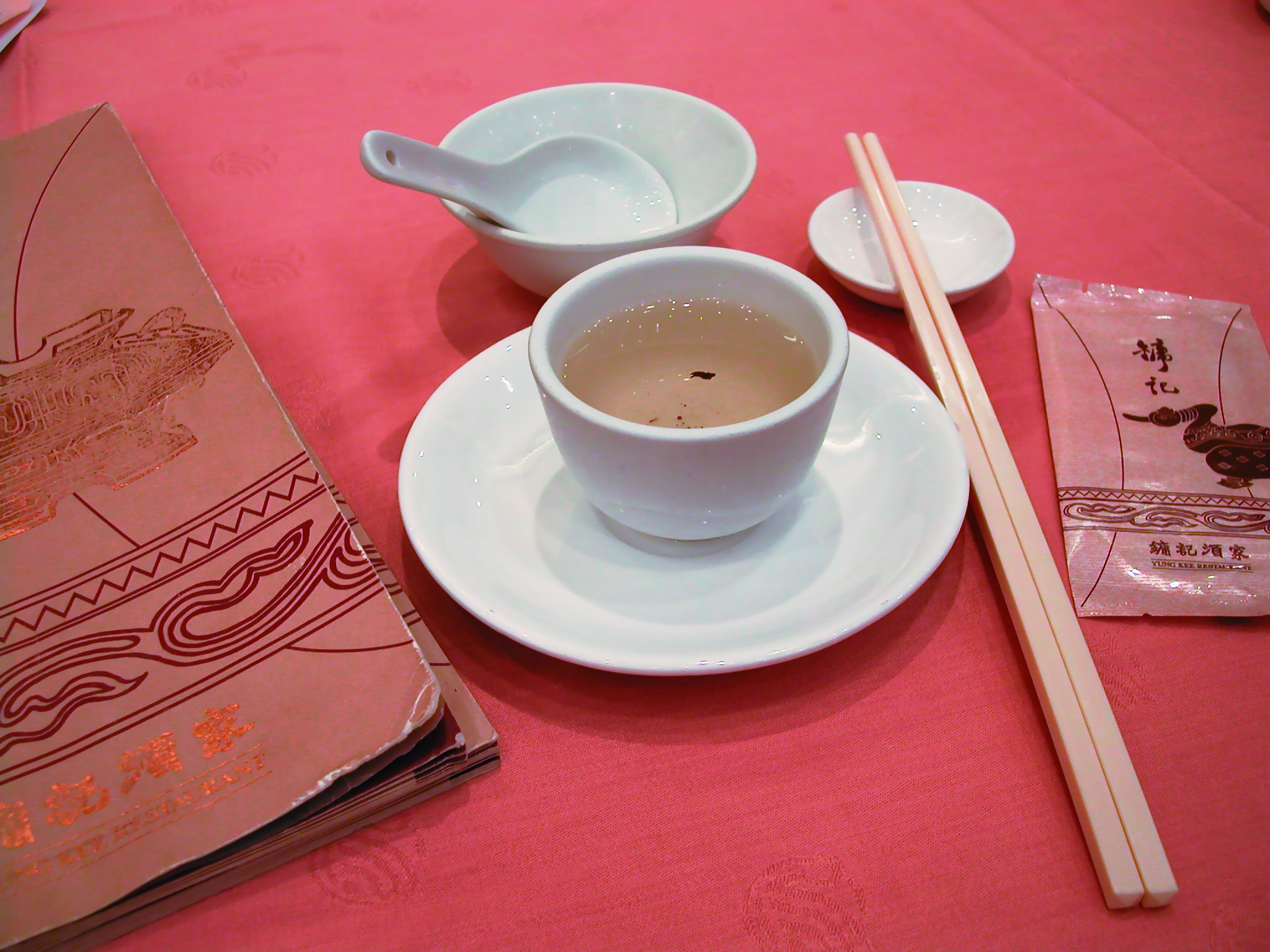
Typischer Bestecksatz zum Yum-cha
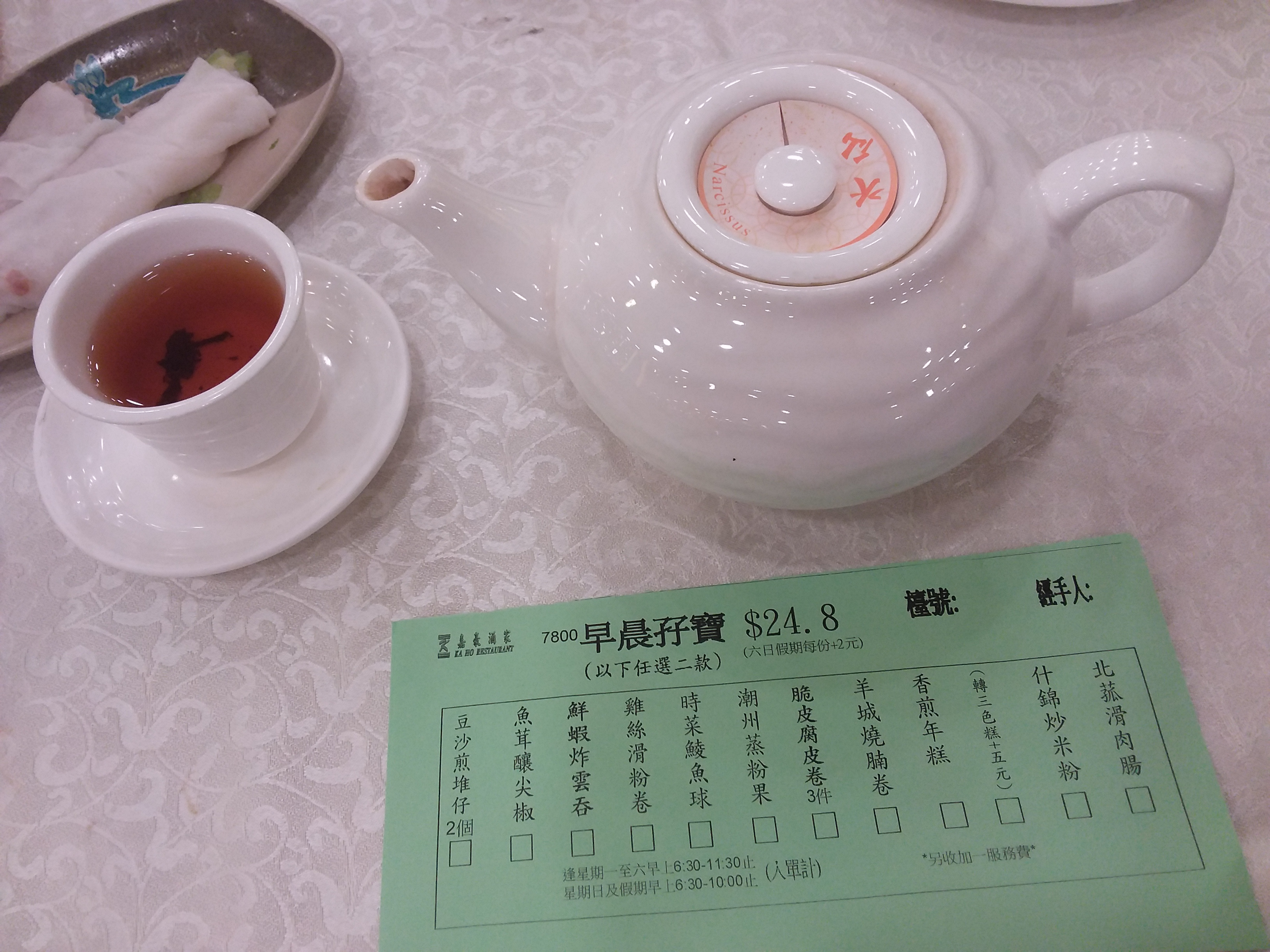
Yi zhong lian jian-Speisekarte zum „Morgentee“

Im Alltag werden Dim Sum zu klassischem chinesischen Tee meistens in kleinen Dämpfkörbchen – meist aus Bambus – manchmal auch aus Metall – gereicht. Dabei ist oft der chinesische Satz Yi zhong liang jian in diesem Zusammenhang zu hören, was so viel wie „Ein Becher (Tee) und zwei Dampfkörbchen (Dimsum)“ bedeutet. Man beschreibt mit diesem Satz oft gleichzeitig die morgendliche Yum-Cha-Kultur bzw. Essgewohnheit vieler Besucher der traditionellen Teehaus-Kultur Südchinas. Dabei genießen viele Gäste traditioneller Teehäuser, heutzutage auch gewöhnlicher Großrestaurants, zum Tee pro Person zusätzlich meist zwei Körbchen Dimsum.
Die Bambuskörbe zum Dämpfen haben unterschiedliche Größe, deren Durchmesser von etwa 15 cm bis knapp über 1 m reichen. Sie können zum Dämpfen aufeinander gestapelt werden, der oberste wird danach abgedeckt. In jedem befindet sich normalerweise ein auch aus Bambus bestehendes Gitter, auf das die Speisen gelegt werden. Es ist üblich – jedoch nicht zwingend – die Mahlzeit je nach Geschmack noch mit Sojasauce, Essigsauce oder anderen – zum Teil scharfen – Soßen zu verfeinern.
Den Großteil der Gerichte machen gefüllte Teigtaschen aus. Die Füllungen können aus allen denkbaren Sorten von Fleisch, Meeresfrüchten, Gemüse, aber auch aus Ei oder Süßem bestehen.

## Imbiss
Als Imbiss oder Zwischenmahlzeit findet man Dim Sum heute auch als Street Food beim Straßenverkauf auf Märkten im Freien oder im Inneren eines sogenannten Food-Court oder Hawker Centre in verschiedenen asiatischen Ländern, wie beispielsweise China, Singapur, Malaysia, Indonesien, Philippinen, Vietnam, Thailand oder Taiwan. Tiefgefrorene Dimsum-Speisen als Fast Food wird beispielsweise auch in verschiedenen Convenience Stores Südostasiens angeboten. In bereitgestellten Mikrowellenöfen können diese Speisen erwärmt und vor Ort verzehrt werden. Die Dimsum-Speisen genießen auch in südostasiatischen Ländern mit muslimischer Bevölkerung große Popularität wie beispielsweise Indonesien, Malaysia oder Brunei, da diese auch als Halal-Speisen angeboten werden.